# Bočiar
Bočiar és un poble i municipi d'Eslovàquia. Es troba a la regió de Košice, a l'est del país.

## Història
La primera referència escrita de la vila data del 1249.

## Demografia
| Godina             | 1994 | 2004   | 2014    | 2024   |
| ------------------ | ---- | ------ | ------- | ------ |
| Nombre de persones | 213  | 221    | 251     | 242    |
| Diferència         |      | +3,75% | +13,57% | −3,58% |

| Godina             | 2023 | 2024   |
| ------------------ | ---- | ------ |
| Nombre de persones | 244  | 242    |
| Diferència         |      | −0,81% |